# Gira de los Leones Británico-Irlandeses 2025
La Gira de los Leones Británicos e Irlandeses 2025 fue el 35° tour internacional de rugby de los europeos, que tuvo lugar en Australia desde el 28 de junio al 2 de agosto de 2025.
Fue la segunda gira de los Leones en los años 2020, la octava de la profesionalidad, la décima visita a los Wallabies y la tercera profesional. En total jugaron 10 partidos, seis de entrenamiento y cuatro pruebas.

## Historia
La última vez que australianos y europeos combatieron fue en la Gira de 2013, en aquella ocasión los Leones ganaron agónicamente. Mientras que la última victoria de los Wallabies ocurrió en la Gira de 2001, hace casi un cuarto de siglo y por ello una victoria australiana sería histórica.
Luego de tres giras consecutivas dirigidas por el neozelandés Warren Gatland, el nuevo entrenador en jefe será el inglés Andy Farrell; quien se desempeñaba como técnico de Irlanda cuando fue elegido. Sus asistentes serán el inglés Richard Wigglesworth y los irlandeses Simon Easterby y Jonathan Sexton.

### Transmisión
En Australia la gira se transmitió por Nine Network, en el Reino Unido fue transmitido Sky Sports y para Latinoamérica fue ESPN. Mientras que Stan tuvo la transmisión exclusiva por streaming.

### Despedida contra Argentina
Siguiendo la antigua tradición de desafiar a otras naciones, el comité de gira anunció que se realizará un partido de despedida en Irlanda ante los Pumas. Será el octavo partido entre ambos, tras el último 20 años antes en la Gira a Nueva Zelanda 2005.
| 20 de junio       | Leones                                   | 24 – 28 | Argentina                                | Estadio Aviva, Dublín                                     |                                                           |
| 20:00 (UTC+01:00) | Tries X Conversiones X (2) Penales X (2) |         | Tries X Conversiones (2) X Penales (3) X | Asistencia: 50.000 espectadores Árbitro(s): James Doleman | Asistencia: 50.000 espectadores Árbitro(s): James Doleman |

## Plantel
El 8 de mayo el exleón Ieuan Evans anunció, en el londinense The O2 Arena, el listado de 38 rugbistas. Itoje fue designado capitán, convirtiéndose en el primer negro en la historia y el segundo inglés en la era profesional; desde Martin Johnson en 2001.
Las edades corresponden a la fecha de el ulltimo test match (30 de junio de 2025).
|                          | Jugador             | Edad    | Posición      | Test matches | Equipo             |
| ------------------------ | ------------------- | ------- | ------------- | ------------ | ------------------ |
| Hookers y Pilares        |                     |         |               |              |                    |
| 1                        | Ellis Genge         | 30 años | Pilar         | 1            | Bristol Bears      |
|                          | Andrew Porter       | 29 años | Pilar         | 0            | Leinster Rugby     |
|                          | Pierre Schoeman     | 31 años | Pilar         | 1            | Edinburgh Rugby    |
| 2                        | Luke Cowan-Dickie   | 32 años | Hooker        | 8            | Sale Sharks        |
|                          | Ronan Kelleher      | 27 años | Hooker        | 1            | Leinster Rugby     |
|                          | Dan Sheehan         | 26 años | Hooker        | 0            | Leinster Rugby     |
| 3                        | Finlay Bealham      | 33 años | Pilar         | 1            | Connacht Rugby     |
|                          | Tadh Furlong        | 32 años | Pilar         | 13           | Leinster Rugby     |
|                          | Will Stuart         | 28 años | Pilar         | 0            | Bath Rugby         |
| Segundas líneas          |                     |         |               |              |                    |
| 5                        | Tadhg Beirne        | 33 años | Segunda línea | 2            | Munster Rugby      |
|                          | Ollie Chessum       | 24 años | Segunda línea | 0            | Leicester Tigers   |
|                          | Scott Cummings      | 28 años | Segunda línea | 0            | Glasgow Warriors   |
| 4                        | Maro Itoje          | 30 años | Segunda línea | 6            | Saracens           |
|                          | Joe McCarthy        | 24 años | Segunda línea | 0            | Leinster Rugby     |
|                          | James Ryan          | 29 años | Segunda línea | 0            | Leinster Rugby     |
| Alas y Octavos           |                     |         |               |              |                    |
|                          | Jack Conan          | 33 años | Octavo        | 3            | Leinster Rugby     |
| 8                        | Tom Curry           | 27 años | Octavo        | 3            | Sale Sharks        |
|                          | Ben Earl            | 27 años | Ala           | 0            | Saracens           |
| 6                        | Jac Morgan          | 25 años | Ala           | 0            | Ospreys            |
|                          | Henry Pollock       | 20 años | Ala           | 0            | Northampton Saints |
| 7                        | Josh van der Flier  | 32 años | Ala           | 0            | Leinster Rugby     |
| Medios scrums            |                     |         |               |              |                    |
| 9                        | Jamison Gibson-Park | 33 años | Medio scrum   | 0            | Leinster Rugby     |
|                          | Alex Mitchell       | 28 años | Medio scrum   | 0            | Northampton Saints |
|                          | Tomos Williams      | 30 años | Medio scrum   | 0            | Gloucester Rugby   |
| Aperturas y Centros      |                     |         |               |              |                    |
| 12                       | Bundee Aki          | 35 años | Centro        | 1            | Connacht Rugby     |
| 13                       | Huw Jones           | 31 años | Centro        | 0            | Glasgow Warriors   |
|                          | Garry Ringrose      | 30 años | Centro        | 0            | Leinster Rugby     |
| 10                       | Finn Russell        | 32 años | Apertura      | 1            | Bath Rugby         |
|                          | Fin Smith           | 23 años | Apertura      | 0            | Northampton Saints |
|                          | Marcus Smith        | 26 años | Apertura      | 0            | Harlequins FC      |
|                          | Sione Tuipulotu     | 28 años | Centro        | 0            | Glasgow Warriors   |
| Fullbacks y Wings        |                     |         |               |              |                    |
| 15                       | Elliot Daly         | 32 años | Fullback      | 5            | Saracens           |
|                          | Tommy Freeman       | 24 años | Wing          | 0            | Northampton Saints |
| 14                       | Mack Hansen         | 27 años | Wing          | 0            | Connacht Rugby     |
|                          | Hugo Keenan         | 29 años | Fullback      | 0            | Leinster Rugby     |
|                          | Blair Kinghorn      | 28 años | Fullback      | 0            | Stade Toulousain   |
|                          | James Lowe          | 33 años | Wing          | 0            | Leinster Rugby     |
| 11                       | Duhan van der Merwe | 30 años | Wing          | 3            | Edinburgh Rugby    |
| Entrenador: Andy Farrell |                     |         |               |              |                    |

## Partidos de entrenamiento
Los europeos jugarán seis partidos de entrenamiento, contra las franquicias del Súper Rugby y un combinado de Australasia. Originalmente el último encuentro era contra los Melbourne Rebels, pero la franquicia desapareció en mayo de 2024 y fue reemplazada por Moana Pasifika que será reforzada con aborígenes australianos.
| N.º | Fecha       | Rival                       | Resultado |        | Lugar             | Espectadores | Ciudad    |
| --- | ----------- | --------------------------- | --------- | ------ | ----------------- | ------------ | --------- |
| 1.º | 28 de junio | Western Force               | 7 – 54    | Leones | Estadio de Perth  | 46.656       | Perth     |
| 2.º | 2 de julio  | Queensland Reds             | 12 – 52   | Leones | Estadio Suncorp   | 46.435       | Brisbane  |
| 3.º | 5 de julio  | New South Wales Waratahs    | 10 – 21   | Leones | Estadio de Fútbol | 40.568       | Sídney    |
| 4.º | 9 de julio  | Brumbies                    | 24 – 36   | Leones | Estadio Canberra  | 23.116       | Canberra  |
| 5.º | 12 de julio | ANZAC XV                    | 0 – 48    | Leones | Adelaide Oval     | 43.124       | Adelaida  |
| 6.º | 22 de julio | First Nations & Pasifika XV | 19 – 24   | Leones | Estadio Docklands | 30.420       | Melbourne |

ANZAC XV es un homenaje al ejército homónimo, existe desde 1989 y también representa al seleccionado de Australasia que fue campeón olímpico en Londres 1908. Será entrenada por Ian Foster e integrada por internacionales neozelandeses, como Richie Mo'unga.

## Wallabies
Entrenador:  Joe Schmidt
Forwards
- Allan Alaalatoa
- Angus Bell
- C
- E
- James Slipper
- Will Skelton
- Taniela Tupou
- U
- Rob Valetini
- X
- Y
- Z

Backs
- A
- B
- Andrew Kellaway
- Samu Kerevi
- Noah Lolesio
- Harry Potter
- M
- N
- O
- P
- Nic White
- Tom Wright

## Partido de Serie

### Primera jornada
| 19 de julio       | Australia                                | 19 – 27 | Leones                                   | Estadio Suncorp, Brisbane                                |                                                          |
| 20:00 (UTC+10:00) | Tries X Conversiones X (2) Penales X (2) |         | Tries X Conversiones (2) X Penales (3) X | Asistencia: 52.229 espectadores Árbitro(s): Ben O'Keeffe | Asistencia: 52.229 espectadores Árbitro(s): Ben O'Keeffe |

### Prueba clave
| 26 de julio       | Australia                                | 26 – 29 | Leones                                   | Melbourne Cricket Ground, Melbourne                        |                                                            |
| 20:00 (UTC+10:00) | Tries X Conversiones X (2) Penales X (2) |         | Tries X Conversiones (2) X Penales (3) X | Asistencia: 100.000 espectadores Árbitro(s): Andrea Piardi | Asistencia: 100.000 espectadores Árbitro(s): Andrea Piardi |

### Última fecha
| 2 de agosto       | Australia                                | 22 – 12 | Leones                                   | Stadium Australia, Sídney                                   |                                                             |
| 20:00 (UTC+10:00) | Tries X Conversiones X (2) Penales X (2) |         | Tries X Conversiones (2) X Penales (3) X | Asistencia: 80.000 espectadores Árbitro(s): Nika Amashukeli | Asistencia: 80.000 espectadores Árbitro(s): Nika Amashukeli |

|                                                       |
| Ganador Copa Tom Richards Leones Británico-irlandeses |
| Segundo título                                        |